# GeForce 3系列
GeForce3（核心代號是NV20）是NVIDIA發明的第三代顯示核心。在2001年2月的Macworld Expo Tokyo 2001上发布。它是全球第一款支持DirectX 8的顯示晶片。它擁有4条像素流水线，可同时处理最多8个纹理，即4×2架構，像素填充率是800 Mpixels/s。GeForce3上还采用了更先进的反锯齿技术，如超采样反锯齿。最大改进之处是其可编程T&L技術，對很多光影效果提供硬體支援。GeForce3沒有推出行動平臺的產品，其專業版名為Quadro DCC，基於GeForce3標準版。

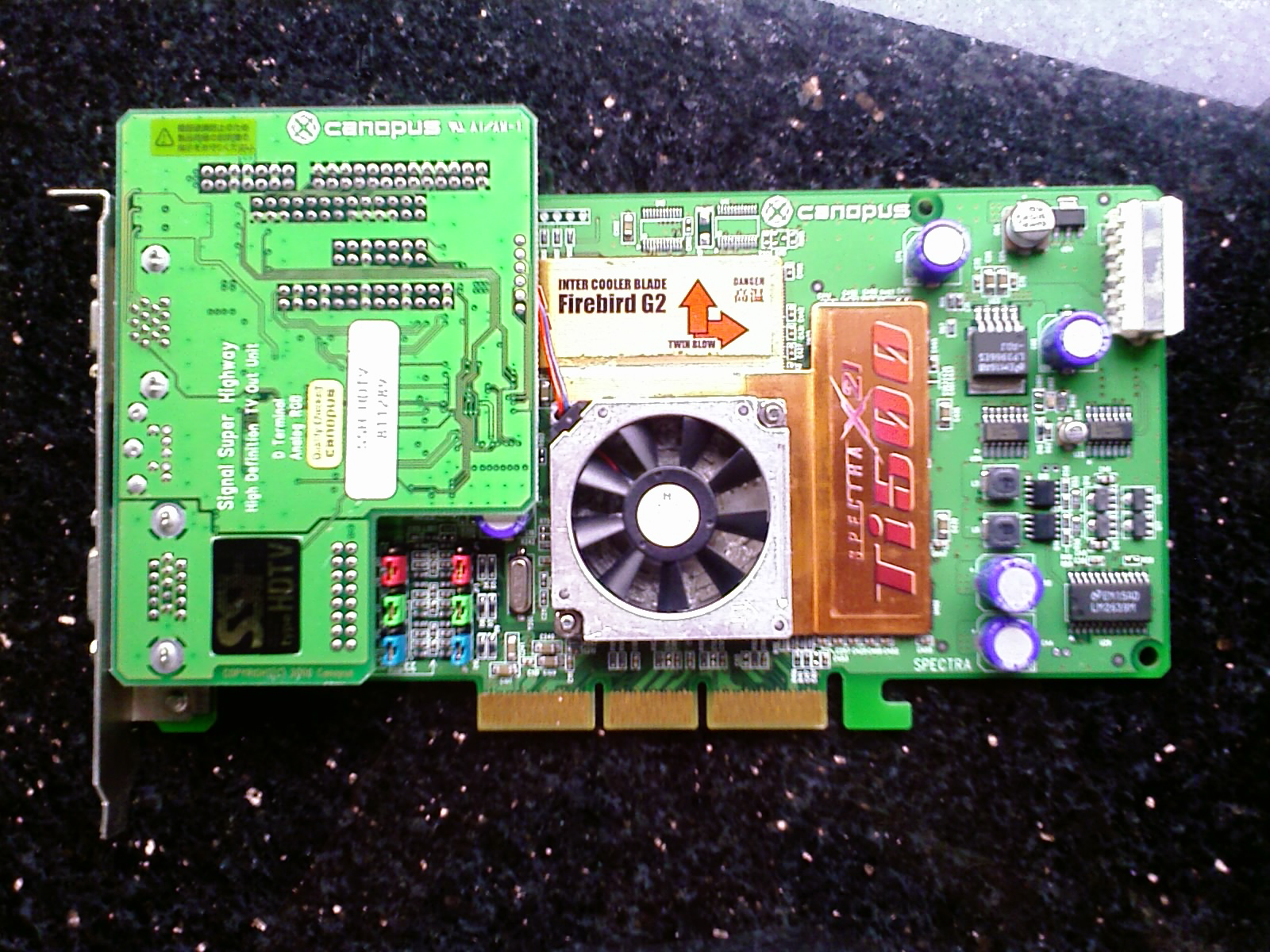
Canopus推出的GeForce3 Ti 500顯示卡

該系列第一款產品是GeForce3於2001年2月28日發佈，而由於成品率問題一直遲遲未進入市場，在4月初，有少部分製程是A3的GeForce3出現在市場上，其晶片還有一些Bug未解決，如在某些遊戲下效能大幅降低。正式開始銷售是在5月底，其製程已更新為A5，某些品牌亦開始回收A3製程的產品。GeForce3的DirectX 7性能並未完全超過GeForce2 Ultra，其優勢在於硬體支援DirectX 8及其可编程T&L技術。在9月份NVIDIA同時發佈了GeForce3 Ti 200及其上一代的GeFoece2 Ti兩款顯示核心。GeForce3 Ti 200的核心及顯示記憶體的頻率都有所降低，供電線路有所簡化，是平價版本。緊接著在10月份，NVIDIA又推出了高階的GeForce3 Ti 500，採用8層PCB板，頻率亦達到240MHz，這款產品的效能比競爭對手的Radeon 8500要強很多，也輕易的超過了GeForce2 Ultra。後期亦有廠商推出了採用GeForce3標准版6層PCB的Ti 500，以降低成本。GeForce3系列還有一個優點，即是三款型號都可以通過簡單更改電阻而變為專業版的Quadro DCC，有廠商如耕宇的GeForce3全系列產品都帶有硬體跳線，用家只要加入跳線帽即可輕鬆將顯示卡變為價值1000美元的Quadro DCC，某些配備128MB顯示記憶體的型號變身後效能甚至比Quadro DCC本尊更高，造成Quadro DCC被市場冷落的現象。GeForce3系列的後續產品是GeForce4，其NV25架構與GeForce3的NV20架構幾乎完全相同，基本可以看成是GeForce3的改名版，而實際上NVIDIA的產品發佈路線圖中亦曾將GeForce4歸為GeForce3系列，如GeForce4 MX早期名稱是GeForce3 MX，GeForce4 Go早期名稱是GeForce3 Go。

## 產品特性

### 頂點著色單元(Vertex Shader)
GeForce3不僅整合了來自之前GeForce 256和GeForce2晶片的「靜態」座標轉換和照明引擎，更增加了稱為「頂點著色單元」的可程式化頂點處理器功能。遊戲開發者可藉由加上頂點程式，讓遊戲產生令人驚豔的全新效果。

### 像素著色單元(Pixel Shader)
GeForce3增加了可程式化材質混合器，使材質運算一樣可程式化。這項功能可和頂點著色單元一起增加GeForce3所能展現的新顯示效果。

### 光速記憶體架構(Lightspeed Memory Architecture)
GeForce3採用了3D顯示卡革命性的新記憶體控制概念，用以解決現今3D顯示卡存在已久的記憶體頻寬和延遲的問題。交錯式記憶體控制器比之前在3D晶片上的設計，更有效率的利用顯示卡記憶體頻寬。這使得GeForce3在畫面更新率上，表現得明顯較之前NVIDIA具有相同記憶體頻寬的顯示卡優秀，甚至還比理論上的像素填充速度還要快。GeForce3也具備了一種用來降低對於隱藏物件解析工作的設計 Z Occlusion Culling（Z軸嚙合剔除技術），更提升了晶片的效率。

### 多重取樣全景反鋸齒功能(Multi-Sampling Anti-Aliasing)
GeForce3是以FSAA（全景反鋸齒效果）為設計概念，採用名為「Quincunx」的新反鋸齒演算法。多重取樣反鋸齒這一個特別的功能版本，使得GeForce3得以在極高的解析度和畫面更新率下執行FSAA。

## 產品規格
- 0.15微米製程，集成了5700万个晶体管
- 核心频率：200MHZ
- 内存频率：460MHZ DDR
- 支持DirectX 8.0
- 4条像素流水线，4X2架構
  - 支持Pixel Shader 1.1
  - 支持Vertex Shader 1.1
- 1个定点着色单元
- 采用AGP 4x接口